# Johannes Caioni
Johannes Caioni, connu également sous son nom roumain, Ioan Caianu, ou encore sous celui, hongrois, de Kájoni János, né orthodoxe le 8 mars 1629 en Valaques et mort le 25 avril 1687, converti au catholicisme en 1638, devient franciscain en 1650.

## Biographie
Il est nommé évêque vicaire général de Transylvanie en 1678 par le pape Innocent IX, qui a entendu parler de ses talents de musicien. Il renonce ensuite à cette charge pour se consacrer à des tâches moins administratives. 
Humaniste typique du XVIIe siècle, il s'intéresse à bien d'autres choses que la musique : les plantes médicinales, la facture d'orgue, l'édition, l'imprimerie, mais c'est en tant que premier musicien et collectionneur musical roumain qu'il a acquis une réputation européenne, et aussi grâce au Codex-Caioni, document découvert dans un mur en 1988, après avoir été caché par les moines avant l'arrivée des troupes soviétiques en fin de la Seconde Guerre mondiale. 
Johannes Caioni meurt en 1687, prieur du monastère de Lăzarea (Szárhegy).

## Codex-Caioni
Le Codex-Caioni est une collection de manuscrits et copies d'œuvres musicales faites par les soins de Johannes Caioni. Il contient aussi bien des pièces hongroises et transylvanes, que des pages de Claudio Monteverdi et d'autres italiens de la période baroque, même des œuvres d'Allemagne du nord, comme des cantates de Heinrich Schütz, y sont présents. Une grande partie est écrite en tablature d'orgue, une sorte d'aide mémoire pour l'exécutant. On y trouve aussi bien des œuvres populaires et folkloriques (danses et chants), comme de la musique religieuse.

## Enregistrement
L'ensemble XVIII-21 Le Baroque Nomade, dirigé par Jean-Christophe Frisch, édite en 2008 un CD Codex Caioni (Arion), interprétant une sélection des œuvres compilées dans le codex.